# Kriemhild Buhl

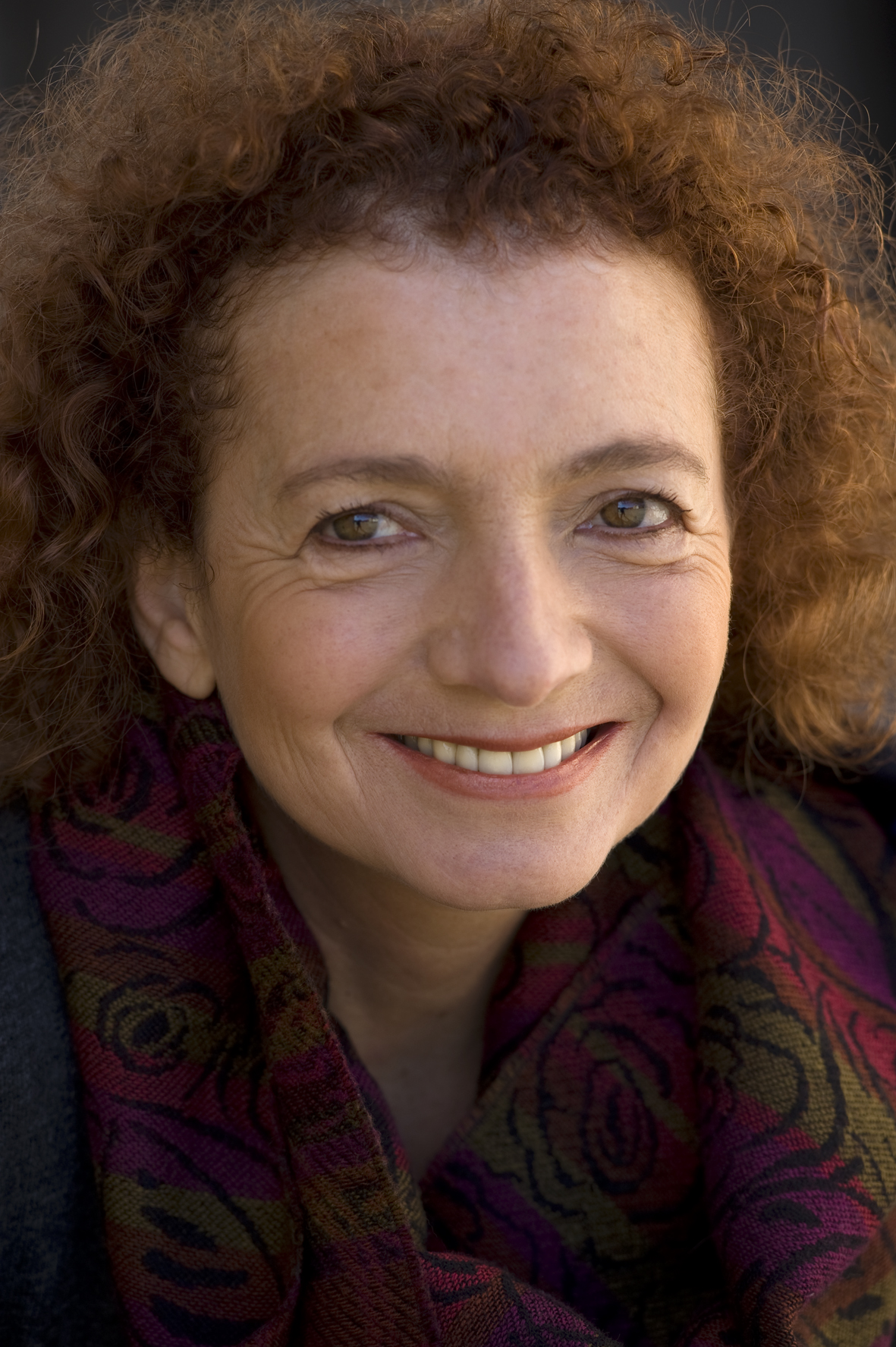
Kriemhild Buhl

Kriemhild Buhl (auch: Krimi Buhl, Maxi Buhl) (* 12. September 1951 in Innsbruck, Tirol) ist eine deutsche Schriftstellerin und Diplom-Bibliothekarin.

## Leben
Sie ist die älteste der drei Töchter von Eugenie († 2025) und Hermann Buhl, dem Nanga-Parbat-Erstbesteiger. Aufgewachsen in Ramsau bei Berchtesgaden, dem Heimatort ihrer Mutter, besuchte Kriemhild Buhl in Berchtesgaden das Gymnasium bis zum Abitur und studierte in Heidelberg Fremdsprachen, später in München Bibliothekswesen.
Bereits während des Studiums veröffentlichte sie Essays und Kurzgeschichten in verschiedenen Zeitungen bzw. Zeitschriften. Ab Mitte der 1990er Jahre legte sie dann neben ihrer hauptberuflichen Tätigkeit als Bibliothekarin in der Stadtbücherei Würzburg ihre ersten Buchveröffentlichungen vor – eine Mini-Kinderbuchserie und Kriminalromane für Erwachsene. Abgesehen von den Autorenlesungen zu ihren Büchern, tritt sie auch vor Kindern als Märchenerzählerin auf und bietet Schreibwerkstätten an.
Kriemhild Buhl ist Mutter einer Tochter und verheiratet mit dem Fotografen Thomas Klinger. Sie lebt in Ramsau bei Berchtesgaden.

## Bibliographie

### Prosa
- Eiskalte Bescherung. Kriminalroman. Econ, Düsseldorf 1995 (3. Auflage, 1999) ISBN 3-612-25122-8
- Giftige Nachbarn. Kriminalroman. Econ 1997 ISBN 3-612-25176-7
- Mein Vater Hermann Buhl. Familienbiografie. Herbig, München 2007 ISBN 3-7766-2506-6
- Trinken hilft. Satirischer Roman. LangenMüller, München 2011 ISBN 978-3-7844-3257-1
- Papa Lalalaya. Familienbiografie. Verlag Edition Tandem, Salzburg 2019 ISBN 978-3-902 932-93-8

### Kinder- und Jugendliteratur
- Amelie oder Hilfe die Jungs kommen. Klopp 1995 ISBN 3-7817-0291-X; Neuausgabe Arena, Würzburg 2003 ISBN 3-401-02184-2
- Amelie oder Hilfe die Insel kippt. Klopp 1998 ISBN 3-7817-0292-8; Neuausgabe Arena, Würzburg 2003 ISBN 3-401-02184-2
- Amelie oder Hilfe nix als Brüder. Klopp 1999 ISBN 3-7817-0293-6; Schulbuchausgabe Ernst Klett, Leipzig 2004 ISBN 3-12-262450-8

### Hörbuch
- Trinken hilft Satirisches Hörbuch (Audio-CD), gelesen von Pascal Breuer und Melanie Manstein, LangenMüller, München 2011 ISBN 978-3-7844-4242-6